# Peter Jensen (Sportjournalist)
Peter Jensen (* 1937 oder 1938 in Cuxhaven) ist ein ehemaliger deutscher Sportreporter und Sportmoderator.
Jensen, ab 1963 bei der ARD beschäftigt, war ab 1987 Hauptabteilungsleiter Sport des NDR. 2003 ging er in den Ruhestand und wurde von Gerhard Delling zum 1. März dieses Jahres abgelöst. Jensen, der auch ARD-Sportkoordinator war, berichtete von zahlreichen Box-Wettkämpfen, Handball-Turnieren, Fußball-Weltmeisterschaften zwischen 1970 (vor Ort für Zusammenfassungen und Hintergrund) und 1994 (letztmals als Live-Reporter) und Olympischen Spielen.
Ebenso war Peter Jensen Live-Reporter für die ARD an den Europameisterschafts-Endrunden 1984 in Frankreich (u. a. mit dem Halbfinalspiel Frankreich gegen Portugal) und 1988 in Deutschland (u. a. mit dem Vorrundenspiel Deutschlands gegen Spanien in München). Später amtete Jensen mehrfach als Teamchef (zum Beispiel an der EM 1992 oder der WM 2002). Sein Stil wurde als kompetent, analytisch, sachlich und trocken rezipiert, kein Showman, sondern ein klassischer Sportreporter. 
Da Jensen eher selten als Moderator im Bild zu sehen war, stand er zu seiner Zeit etwas im Schatten der bekannteren Reporterkollegen für Live-Fußballübertragungen im Fernsehen wie Gerd Rubenbauer, Heribert Fassbender, Eberhard Stanjek, Fritz Klein (ebenfalls vom NDR), Ernst Huberty und Rudi Michel, bzw. Béla Réthy, Marcel Reif, Günter-Peter Ploog, Dieter Kürten, Eberhard Figgemeier, Rolf Kramer und Werner Schneider beim ZDF.